# 蜂窝煤

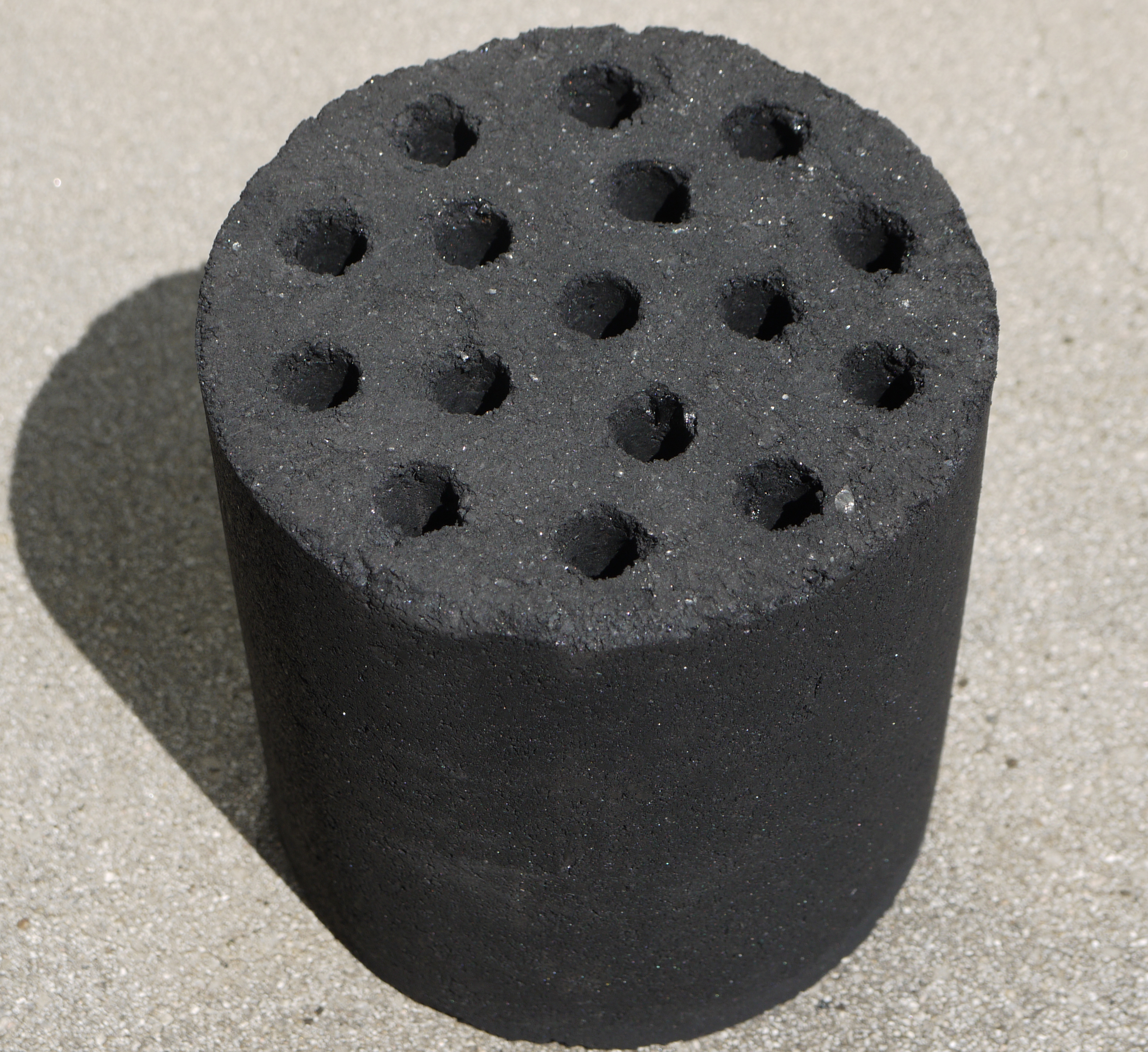
日本的练炭（蜂窝煤）

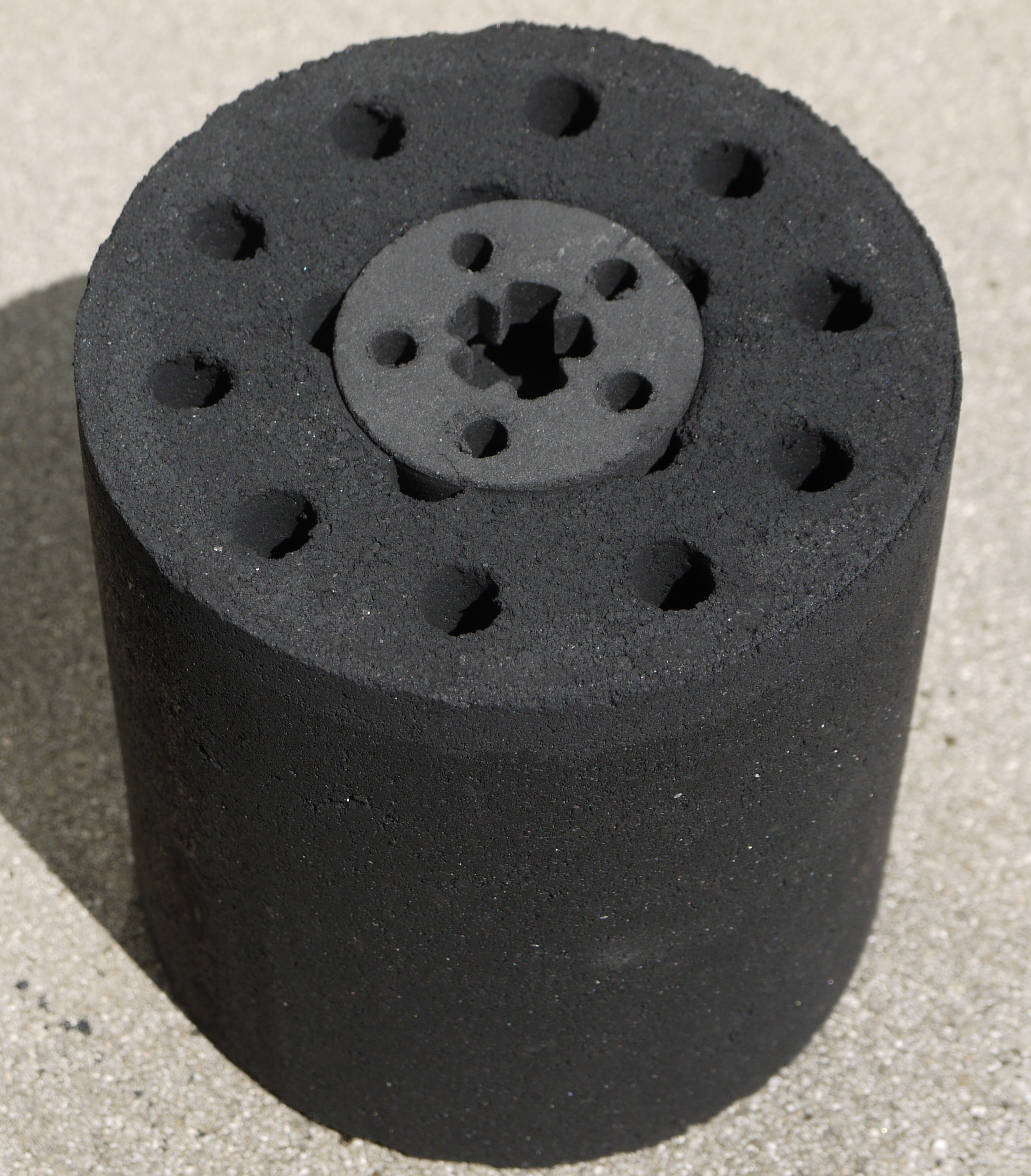
日本的练炭（蜂窝煤），中间加有着火剂

蜂窝煤（日语：／，韩国：／，朝鲜：／，越南语：／），是一种蜂窝状的大煤块，在蜂窝煤炉中作为燃料燃烧，曾经是东亚许多居民的主要家用燃料。

## 日本

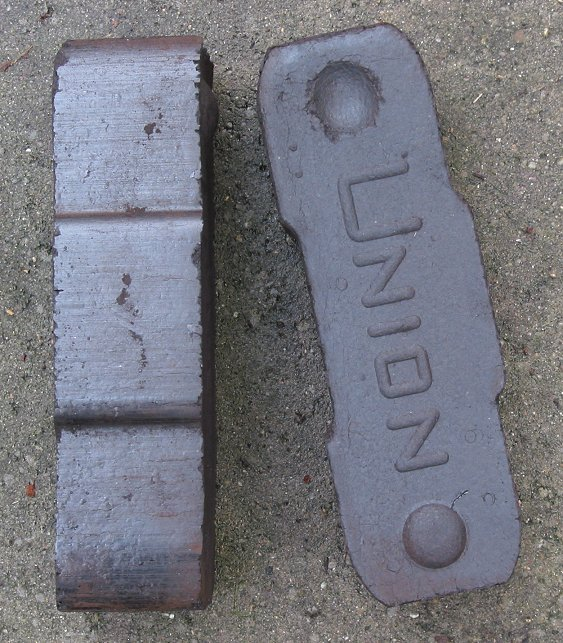
德国莱茵褐煤开采区的褐煤制成的型煤

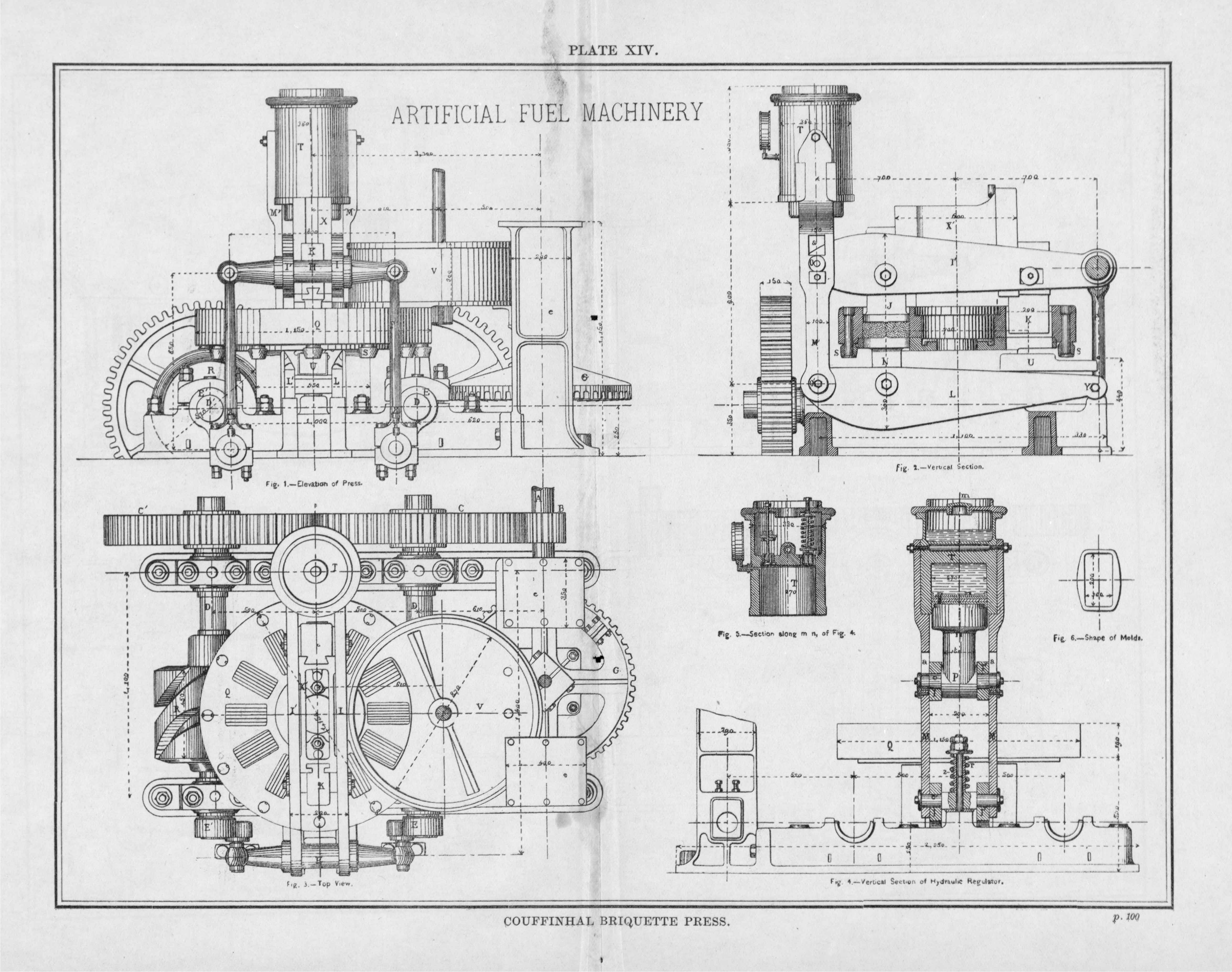
1900年左右的型煤製造機。現在练炭和豆炭的冲压部分采用了类似的机械

蜂窝煤，日本称为“练炭”或“炼炭”，最早由日本在第二次世界大战以前发明。

### 明治至大正时期
这个时代的的“练炭”是作为船舶燃料的效率高的煤炭而开发出来。当时，用煤的粉末搀和并压制成型的东西总称为“练炭”，与晚些时候出现的圆柱形的“练炭”（即蜂窝煤）的含义不同。

#### 角型块煤的時代
起初，日本明治元年（1868年）在长崎仿效欧美诸国的煤磚发明了一种煤块燃料，1876年（明治9年）左右开始在东京的蒸汽船批发店以“角型块煤”（角型塊炭）之名出售。这种煤形状和砖相似，是没有孔的长方体。
当时的日本煤炭，燃烧时冒出滚滚黑烟，火力很弱，不适合作为舰船用燃料，属于低品质的煤。1894年（明治27年），海军省的竹田少佐（名字不详）着手研究军舰冒黑烟的对策，发现山口县的“大峯炭山”（宇部炭鉱）出产的无烟煤粉，可以制作军舰用的练炭。这被称为“海军的角炭”（海軍の角炭）。块煤不便于军舰用作燃料，所以日俄战争时期，海军大臣山本权兵卫（山本権兵衛）提议，在日本开设了生产高品质角炭的德山练炭制造所（徳山練炭製造所，即日后的第3燃料厂/德山海军燃料厂）。起初，练炭是用明膠粘合，后来用台湾产的废糖蜜粘合。
- 1877年（明治10年）在美祢发现了高品位的無烟煤矿床。
- 1897年（明治30年）澀澤榮一（渋沢栄一）设立长门无烟煤煤矿（長門無煙炭炭鉱）
- 1898年（明治31年）山本权兵卫就任海軍大臣。为了日俄战争，起初採用威爾斯煤（日语：ウェールズ炭）（亦稱卡地夫炭，為最高級的英国煤）作为战斗时日本海軍艦船的燃料，大量购買。
- 1904年（明治37年）4月，山本权兵卫海軍大臣在閣議中提出「練炭製造に関する件」。同年5月，德山练炭制造所開設。另外，还购买了长门无烟煤煤矿矿区。同年8月，在大嶺设置海軍练炭製造所採炭部。
- 1905年（明治38年）3月，从法国引进型煤大規模批量生产的製造機，实现了海軍燃料的国产化[3]。

#### 艦船用・家庭用
第一次世界大战结束后，世界舰船燃料技术发展，舰船燃料从煤向石油转移。随着1894年透平尼亚号（Turbinia）登场，蒸汽涡轮发动机开始逐渐推广，它比活塞式蒸汽机具有明显优势。日本海军从日俄战争后的八八舰队（八八艦隊）计划起，根据“舰船燃料从煤炭向重油改变的方针”（「艦船燃料を石炭から重油に変える方針」），军用舰船的燃料从此前的煤炭向石油大幅转变。另外海运界也针对第一次世界大战后的不景气，积极推广大型高速柴油船，1926年（大正15年）在船舶总吨位中，柴油船的比率达到半数。之前作为船舶燃料用的角型块煤，开始成为工作和家庭的热源。家庭现在逐渐开始用这种带有莲花状的孔的圆柱形练炭，取代了原先使用的豆炭（豆炭）。
- 1909年（明治42年）東京上野的英国人陶艺家伯纳德・里奇（Bernard Leach）在自家设置「腰掛け炬燵」（被爐）。志賀直哉、里見弴在随筆中赞誉并宣传，使之在昭和初期在日本全国普及。
- 1919年（大正8年）三鱗石炭株式会社（如今的三鱗事業株式会社）成立。
- 1920年（大正9年）川澄政が发明豆炭。
- 1921年（大正10年）10月31日、川澄政が成立川澄煉炭株式会社（如今的株式会社ミスジ）。同年，大日本帝国海軍废止海軍採炭所及海軍练炭製造所，设立海軍燃料廠。
- 1922年（大正11年）9月，在大阪市港区石田町，株式会社十全商会成立，开始制造并出售豆炭。
- 1926年（大正15年）5月，三鱗石炭株式会社、三井物産株式会社合并创立三鱗煉炭原料株式会社（如今的株式会社ミツウロコ（日语：ミツウロコ））。

### 大正〜第二次世界大战时期

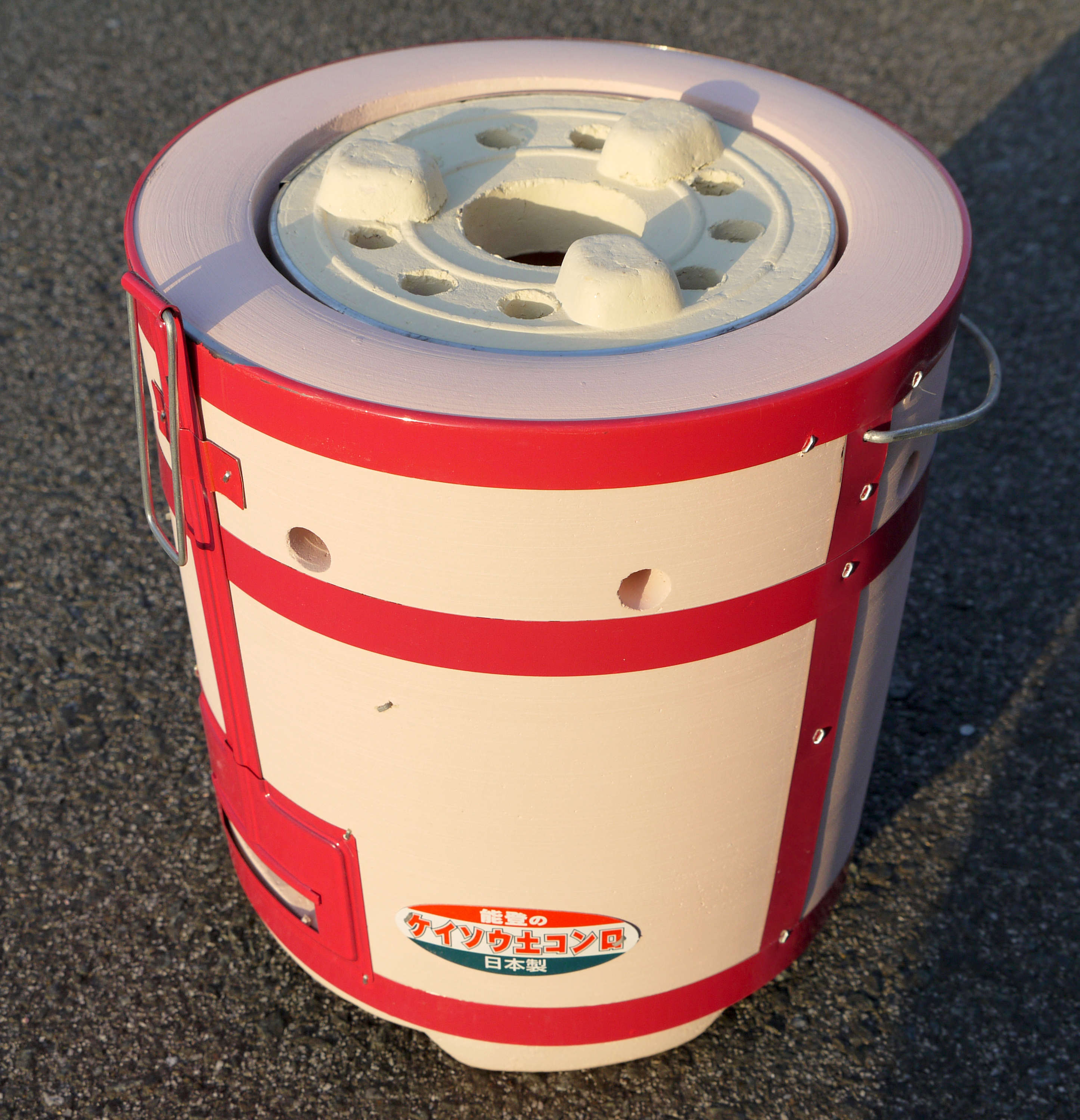
练炭炉（矽藻土製）。新出品的练炭炉使用时，矽藻土炉体本身会散发出难闻的气味，所以第一次最好在室外使用

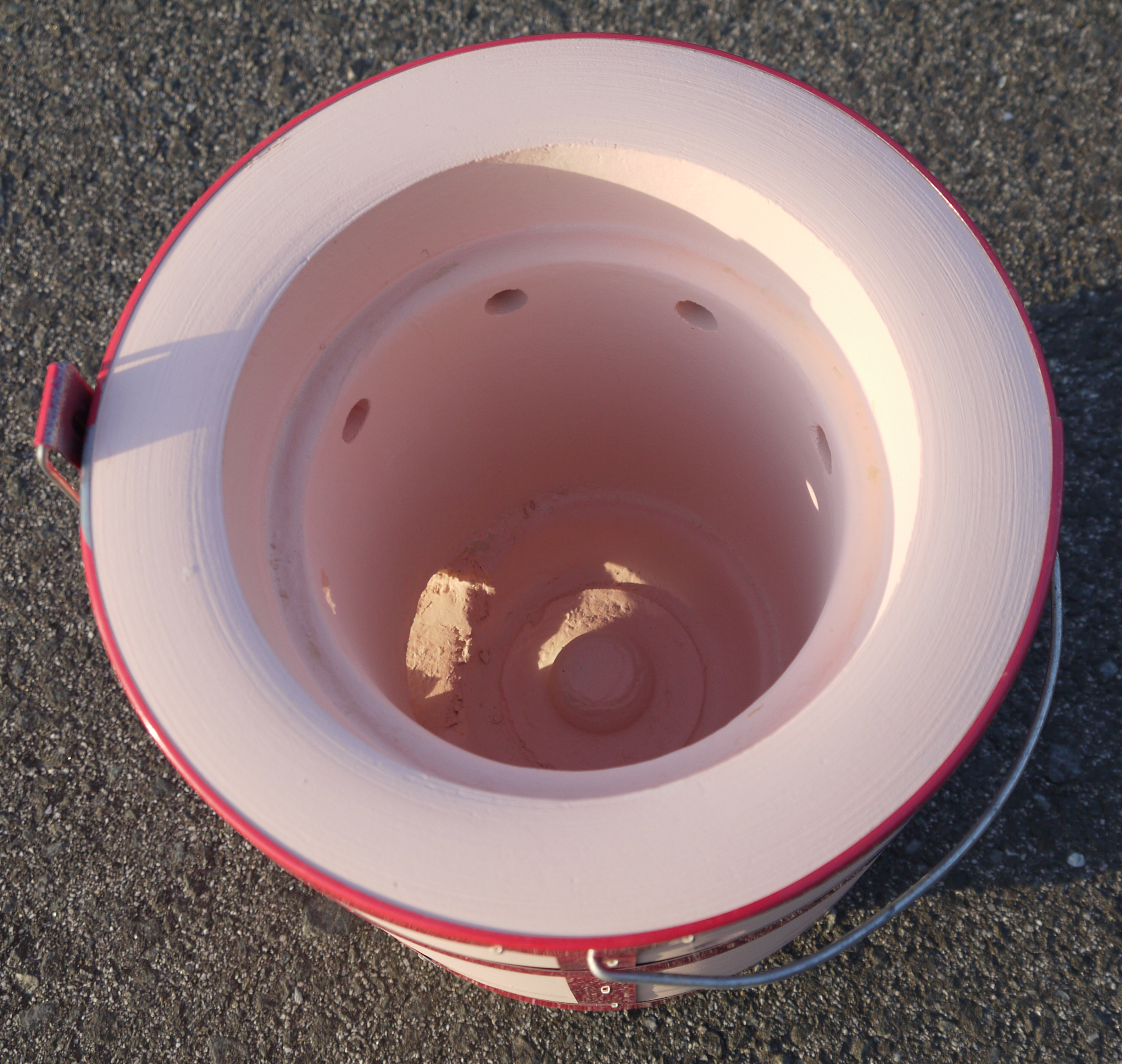
练炭炉内部

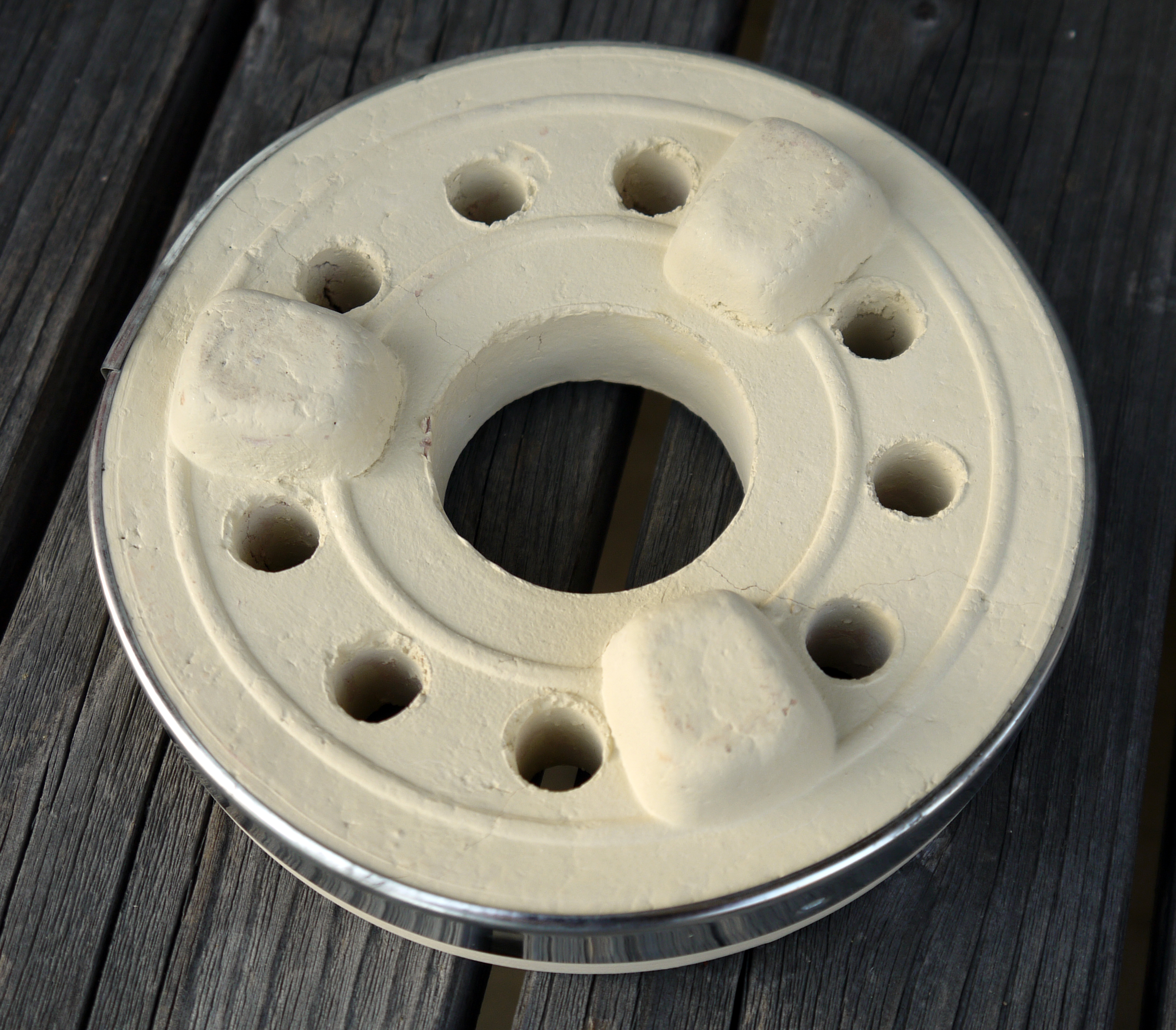
练炭炉上盖。因长时间暴露在高温中而易碎，属于基本消耗品。

#### 小野澤辰五郎对练炭的改良
练炭的一般普及，是靠群馬县出身的小野澤辰五郎。在養蚕业繁盛的群馬县，養蚕室的保温要求既不能有烟，又要防止火灾，所以需要普及练炭。小野澤辰五郎研究改良了练炭，避免了用木炭和薪引火的麻烦，练炭燃烧时也没有强烈的气味，用火柴便可点火，这种练炭在日本全国普及开来。由于练炭的这一改良，引火用的木炭節約1万数千吨。
第二次世界大战前，练炭除了大規模工場製造以外，養蚕農家及小規模商店也用煤（石炭）、木炭等炭類与赤菜（フノリ）一起做成炭团，练炭成形器也在市场上出售。
- 1927年（昭和2年）4月，以出售朝鮮無烟煤为目的的合資会社電興無煙炭商会（如今的シナネン株式会社）成立。
- 1929年（昭和4年）8月，合資会社電興無烟炭商会的社名变更为東京無烟炭株式会社，从事练炭的製造与销售。
- 1933年（昭和8年），三鱗煉炭原料株式会社株式会社的社名变更为三鱗無烟炭株式会社。
- 1934年（昭和9年）4月，品川豆炭株式会社成立，开始豆炭的製造、出售及豆炭燃焼器具的出售。
- 1934年（昭和9年）12月，以练炭製造及出售为目的的信濃燃料株式会社（如今的サンリン株式会社）成立。
- 1935年（昭和10年）5月，品川豆炭株式会社的社名变更为品川燃料株式会社。
- 1939年（昭和14年）2月，由于发明豆炭的功劳，川澄政が被大阪府授予“实业功劳者”（実業功労者）称号
- 1941年（昭和16年）第1（大船）、第2（四日市）、第3（徳山）、第4（新原）、第5（平壌）的大日本帝国海軍燃料廠設立。

### 第二次世界大战之后
第二次世界大战结束後，1950年代至1960年代，练炭的利用达到鼎盛时期。当时，出现了附加在炉子上的练炭式的烟囱，练炭式的热水器等各种各样的制品，“上开练炭炉”（「上つけ練炭コンロ」）发明以后，练炭炉成为练炭的利用中心。当時在日本，都市煤气敷設地域以外（即日本国土面積的95％以上）都是以练炭为中心，薪、煤（石炭）、木炭等作为一般的家庭用燃料来利用。但是从1960年代以后，至1970年代中期，社会急速普及液化石油气和灯油，取代了练炭。练炭製造贩卖会社、町的薪炭店大多也在这个時期转变业态，成为石油流通出售的中心。

#### 上开练炭炉的发明
1954年（昭和29年）9月，品川燃料株式会社开发的练炭上面燃烧的“上开炉”（「上つけコンロ」）开始出售。这种炉子燃烧练炭产生的一氧化碳在练炭上的燃焼空間与新送入的空气结合，二次燃焼，燃焼温度从原来下开炉的摄氏650〜660度上升到摄氏1060〜1100度，并且降低了向外放出的一氧化碳。
- 1957年（昭和32年）10月，由于改良练炭的功績，小野澤辰五郎获得紫綬褒章。
- 1950年代後期（昭和30年代前期）煮饭用的带有蜂鸣器的「练炭炊飯器」开始出售。
- 1959年（昭和34年）9月，豆炭式的「品川あんか」開始出售。
- 1960年（昭和35年）中国大連以及朝鮮民主主義人民共和国出産的無烟煤3,000吨出口日本，这是二战後两国無烟煤第一次出口日本。
- 1960年（昭和35年）6月，株式会社十全商会开始出售「十全あんか」。
- 1961年（昭和36年）6月，三鱗無煙炭株式会社が、東京煉炭、横浜煉炭、栃木三鱗、永沼燃料、湘南燃料を合併、社名を「株式会社ミツウロコ」とする。
- 1961年（昭和36年）12月，「品川マメタンこたつ」「品川足温器」が発表される。
- 1962年（昭和37年）练炭製造和流通的鼎盛时期。[9]
- 1963年（昭和38年）豆炭式的「ミスジホームコタツ」开始生产并出售
- 1964年（昭和39年）6月，十全「ホームこたつ」開始开发并出售
- 1966年（昭和41年）4月，为了促进练炭・豆炭製造業的近代化，以《中小企業近代化促進法》为基础的关于练炭・豆炭製造業的近代化的政令开始执行，翌年即昭和42年度开始近代化事業，至昭和47年度为止实施。同年7月，信濃三鱗株式会社的社名变成サンリン株式会社。
- 1968年（昭和43年）1月，练炭上面涂布着火剂的「品川いっぱつ煉炭」開始出售（同年12月「品川いっぱつ豆炭」開始出售）[10]。同年，株式会社ミスジ「チャッカー豆炭」（マッチ豆炭）的製造及出售開始。
- 1970年（昭和45年）日本国内长久支撑练炭製造的宇部興産的山陽無烟煤矿閉矿，日本国内無烟煤的大规模商用产出消失，日本练炭工业会加盟会社共同设立友好商社，从当時的北越以每吨1万日圆的价格进口了总计70億日圆的700,000吨无烟煤，作为最初的合同内容。此后，日本依靠从中国和越南进口的无烟煤。
- 1976年（昭和51年）株式会社ミスジ煉炭開始出售。

## 中国大陸

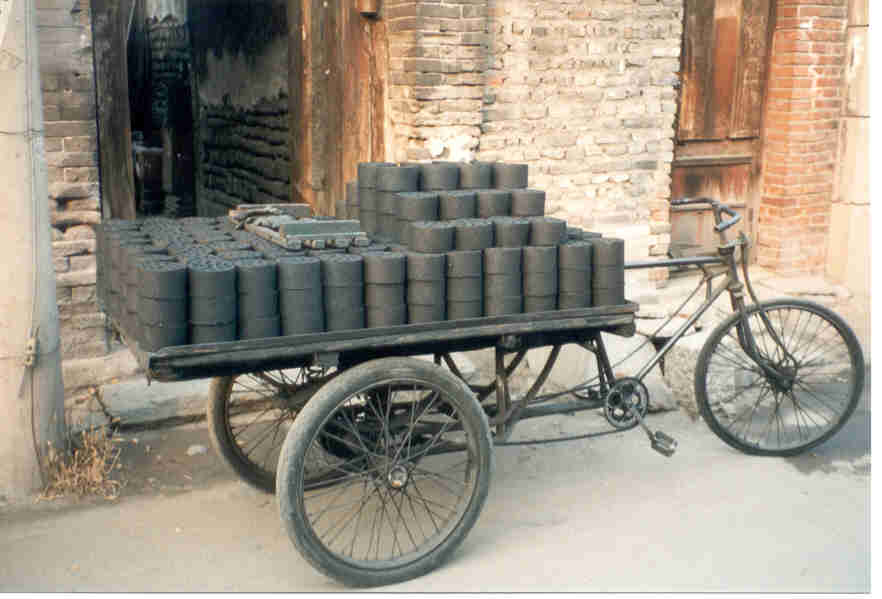
1997年中国一条胡同内运载着蜂窝煤的板车

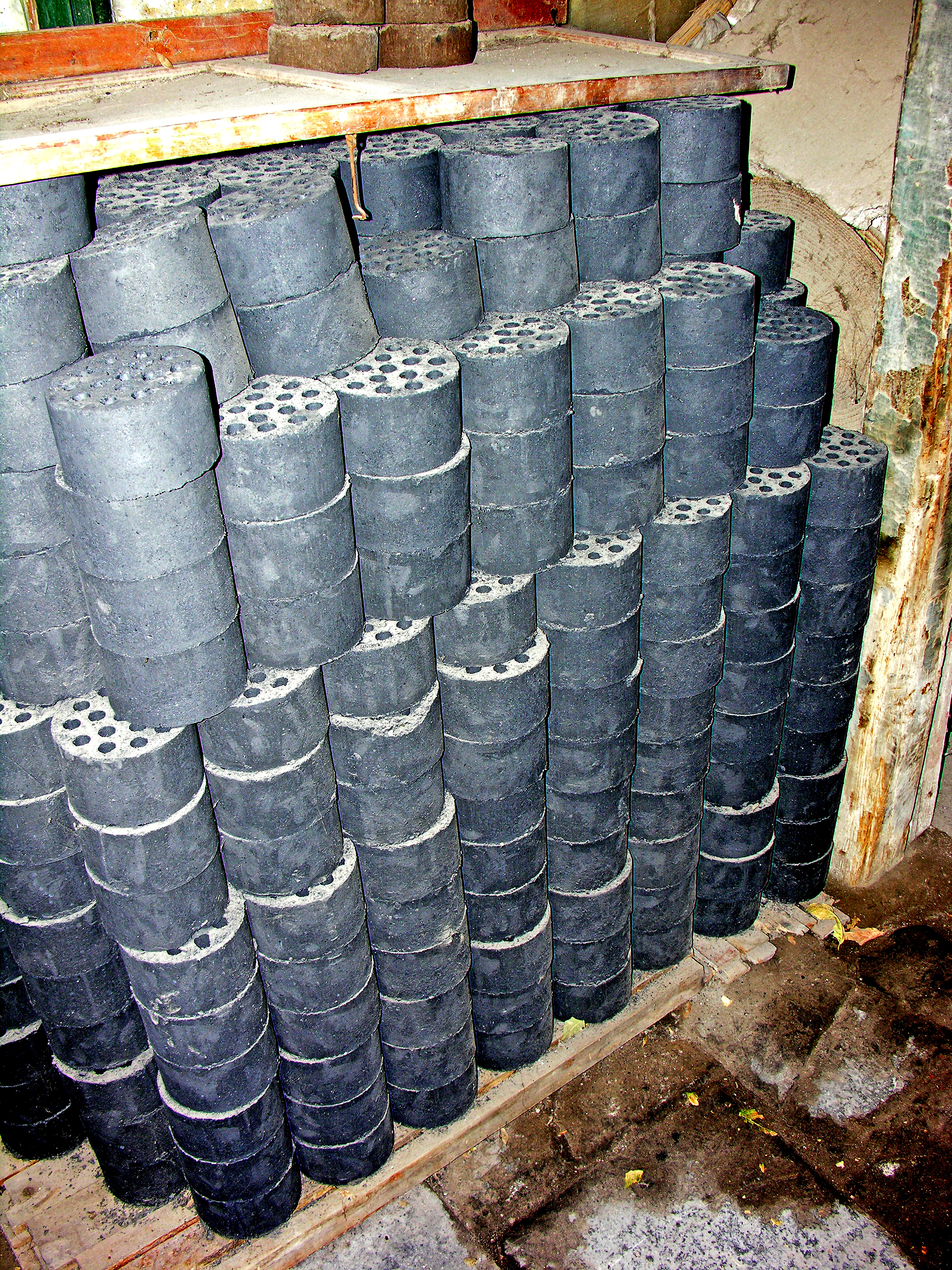
2006年堆放在中国居民家中的蜂窝煤

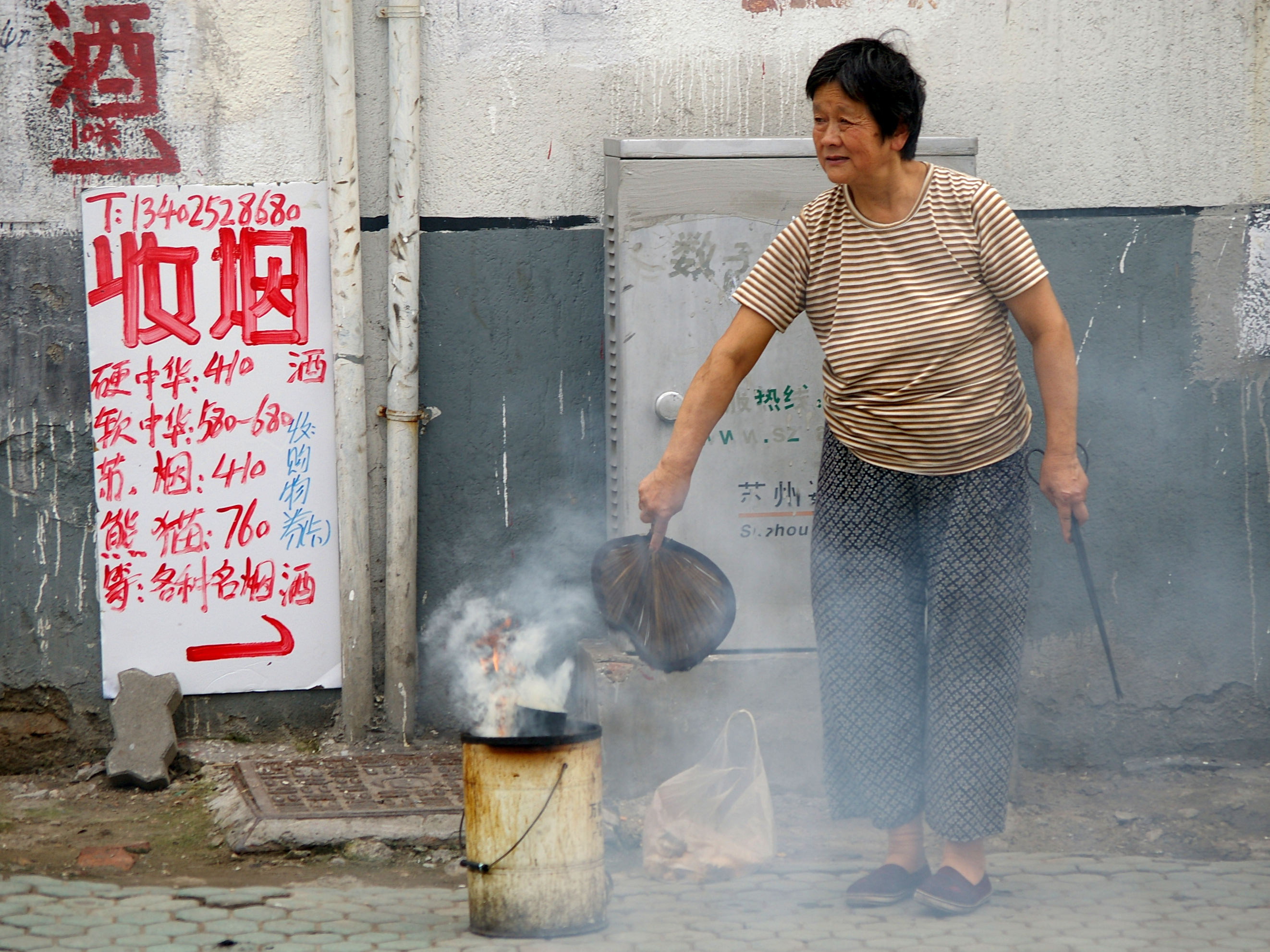
2009年苏州街头，一位使用芭蕉扇助燃蜂窝煤的女性，另一手则持有拿取蜂窝煤的钳子。

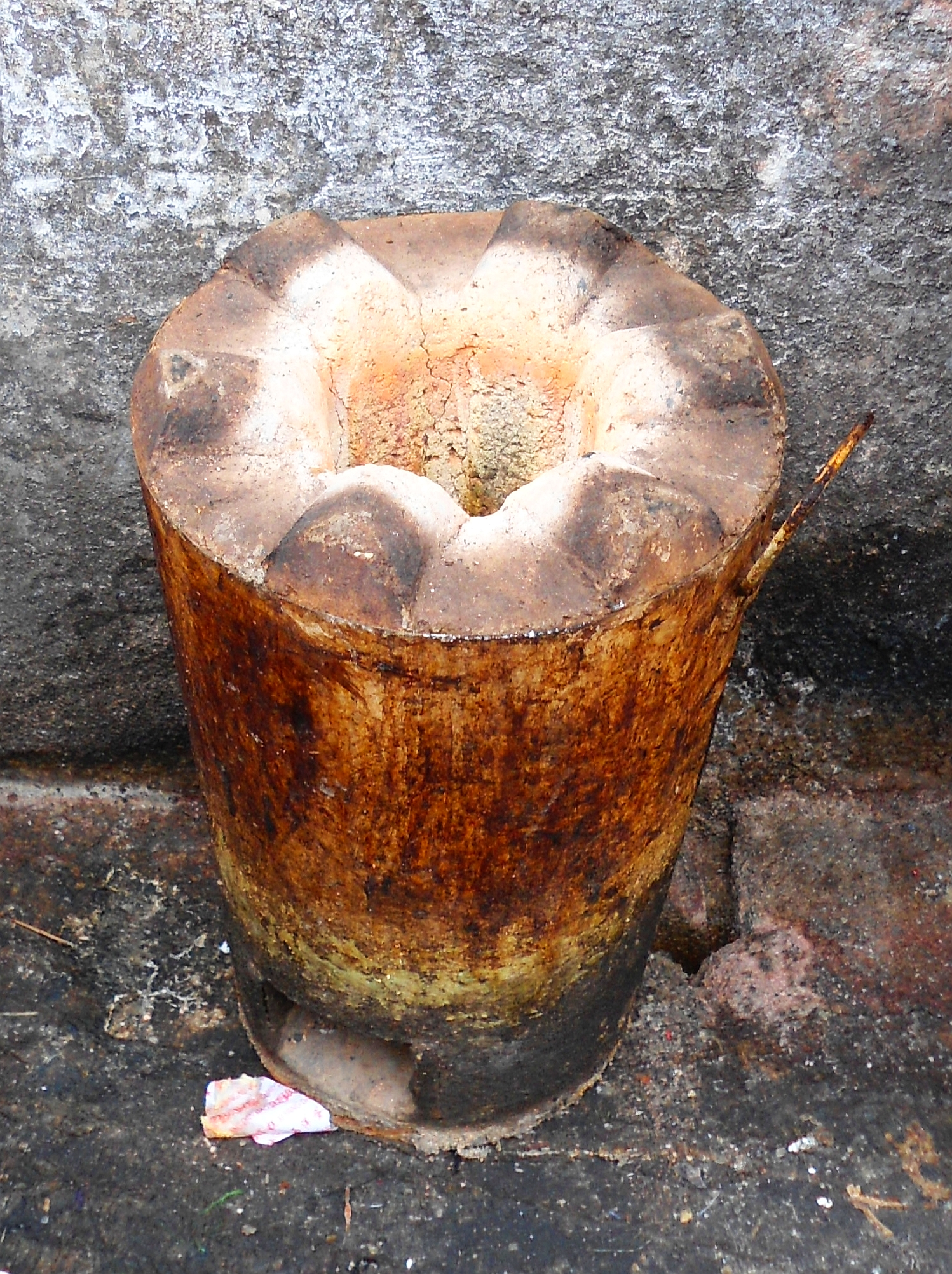
2012年海南省海口市的一个简易的蜂窝煤炉

如今中華人民共和国辽宁省灯塔市的“烟台煤礦”（日语：煙台炭砿）是第二次世界大战以前由日本南满铁路经营的练炭工場。当时“烟台炭矿线”（日语：煙台炭礦線）向日本出口练炭，在满洲地区被利用。由于练炭当时主要使用於于日本的對華戰爭，所以并未在中国普及，没有对中国民众的生活产生影响。
1932年1月25日出版的《中央日报》第二版有一个文化燃料的广告，从其刊印的燃料和炉具的图片来看，这个名为文化燃料的产品就是蜂窝煤。在广告词中有“中国人发明文化燃料”的字样。这个产品比郭文德研制的蜂窝状大煤球在时间上就早了18年。
在蜂窝煤普及以前，中国内地城市居民每家几乎都有一个用煤球作燃料的火炉，家庭主妇每天早晨起床后要用劈柴生炉子，经常弄得室内弥漫烟尘。加工煤球的工人每天则要不停摇动大铁筛子，十分劳累。郭文德是山东省德州市燃料公司退休干部。早在1950年10月1日，郭文德家庭工业社成立，生产郭文德研制出的新型燃料——蜂窝状大煤球。1956年，在资本主义工商业的社会主义改造中，郭文德创办的大煤球加工工业社也从个体经营转变为国营。这种蜂窝状大煤球受到民众普遍欢迎，被称作“蜂窝煤”。北京师范大学的机械学家老焱若教授经过多年研究，发明了蜂窝煤自动压制机。这种压制机操作十分简单省力，生产的蜂窝煤方便使用、热量较高。蜂窝煤自发明以后，逐渐成为中国内地城镇居民家用煤的主流。在计划经济时代，中华人民共和国由政府严格控制家用燃料的生产、销售，在各城镇设立煤店，居民凭购货本购买蜂窝煤。蜂窝煤成为每位城镇居民必不可少的生活资源，是居民做饭以及冬季采暖的保障。每年蜂窝煤的生产、销售都是政府煤炭管理部门主抓的大事。这种传统一直延续下来，例如2011年9月1日至9月16日，金泰集团（原“北京市煤炭公司”）向北京市居民预售蜂窝煤，在预售期内每块蜂窝煤1.3元人民币，低于平时的每块1.35元人民币的价格。据该集团民用煤管理部统计，仅2011年9月1日到9月13日，北京市城六区已共预售蜂窝煤2万多吨，与2010年同期相比下降约10%；2011年北京市冬煤备货量高于6.5万吨，都是京西低硫无烟煤，预计销售6.5万吨，与2010年相比下降约21%。
随着中华人民共和国家用燃料的升级换代，以及大批居民由平房等旧有民居迁入现代化楼房，煤气、天然气等家用燃料取代了煤，集中供暖也取代了用蜂窝煤炉取暖，过去计划经济时代蜂窝煤在家用燃料中的统治地位已一去不返。现在，蜂窝煤的生产、销售已大幅衰落，煤店、蜂窝煤炉也大为减少。 例如《广州燃料志》记载，1990年广州市烧煤的鼎盛时期，全广州市有煤店374家，主要位于越秀区、荔湾区、海珠区，而到2013年仅剩下荔湾区蓬莱路、丛桂路、中山八路的几家煤店。广州市从1980年代便启动了“煤改气”。为了治理空气污染，按照《广东省珠江三角洲清洁空气行动计划》，在2013年底至2014年，广州市中心城区将开始禁止生产和销售煤炭等等高污染燃料，计划到2016年底使广州市基本建成“无煤区”。

## 朝鲜半岛

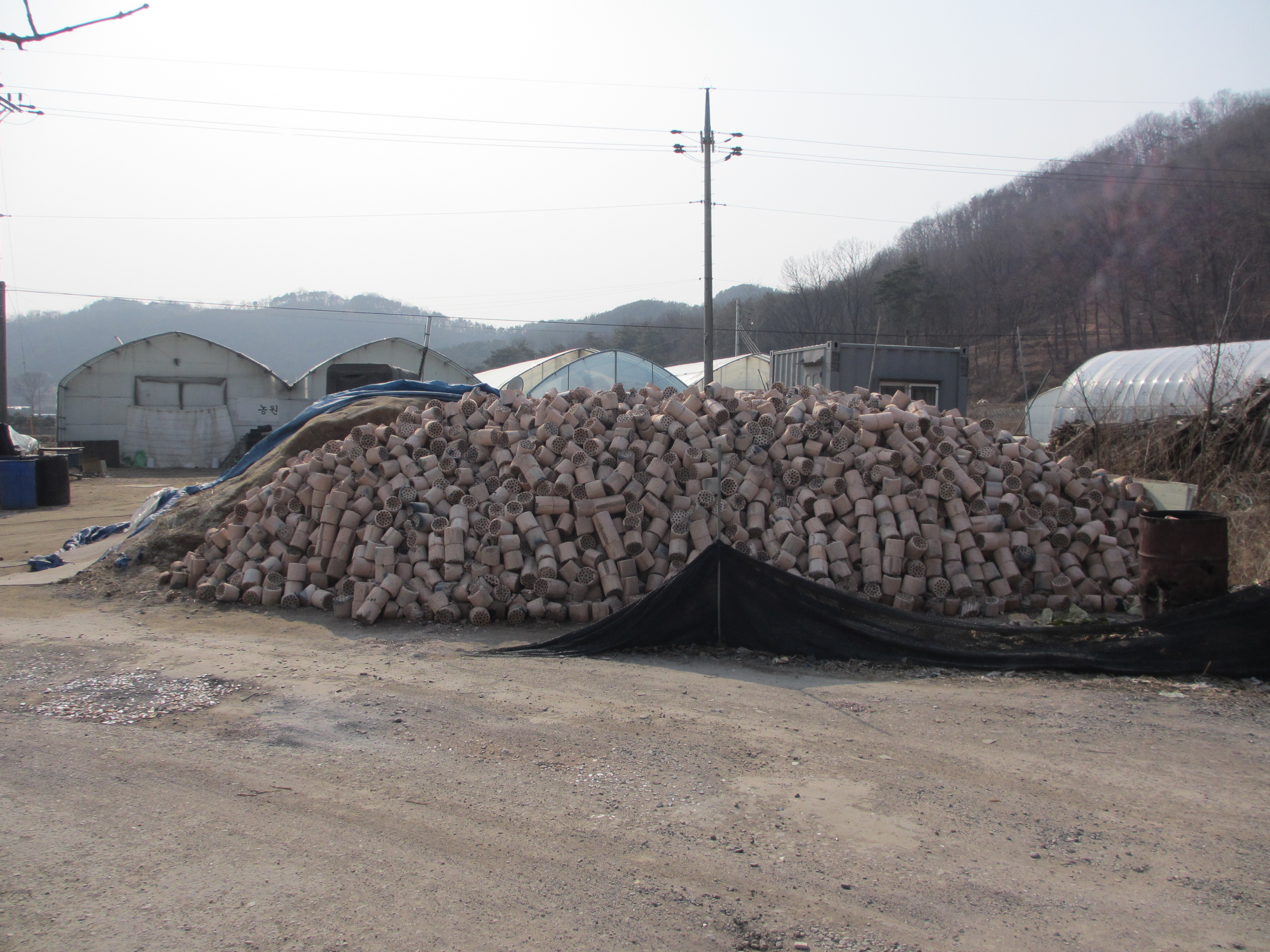
2014年在韩国露天堆放的练炭（蜂窝煤）使用后的残渣，可见每块都有22个通风孔。

在朝鲜日治时期，朝鮮半島平壤周边的無烟煤是制做练炭的原料，为此日本加快在朝鲜的煤田開发（朝鮮半島具有豊富的無烟煤埋蔵，但是适合工业用的瀝青炭则几乎不出产，需要从满洲及日本进口）。起初，無烟煤用作海軍燃料，后来軍艦燃料向石油转換，但是养蚕业用的暖房燃料则带来了对练炭需求的増长，結果，平壤周边的無烟煤田开发获得推进。日本大正時代中期，“穿孔”（「穴開き」）练炭（即蜂窝煤）的開发使练炭作为家庭用燃料获得普及，結果是平壤周边無烟煤的出煤量高企。但是，平壤無烟煤的出口在冬季会遇到保山、鎮南浦港口结冰的问题。此外，日本昭和时期都市化的進展，使都市居民纷纷抱怨蒸气機車的排烟，要求用平壤無烟煤制成的练炭取代日本产的瀝青炭。为了保证冬季平壤無烟煤能从朝鲜东海岸的不凍港元山港出口，日本在朝鲜开通了平元线铁路作为陸上輸送通道。此後，三陟煤田、三陟煤矿的出煤量急剧上升，这不得不归因于日本练炭需求的上升（平壌矿业所成为以后的海軍第5燃料廠）。三陟無烟煤田的开发是在1936年（昭和11年）。
穿孔练炭（蜂窝煤）是1930年代至1940年代前期平壤的主要产业。但是，在第二次世界大战结束后，制造练炭时使用的粘合剂——台湾产废糖蜜的供给断绝，再加上战后的纷乱，导致平壤周边的练炭制造业断绝。
韩国1970年代推行新乡村运动，恢复因朝鮮战争而荒芜的国土，大力推行国土的緑化及国民生活的提高，所以向農村供应燃料。韓国政府向农村供给無烟煤，并在農村指导练炭製造的普及。支撑新乡村運動的练炭原料采用二战前朝鮮总督府开发的江原道三陟煤矿的无烟煤。
朝鲜半岛的朝鲜、韩国广泛使用练炭。过去，朝鲜半岛主要的家用燃料主要是木柴和农业秸杆等等。1952年以后，韩国开始逐渐发展练炭作为家用燃料，这对保护农村林木有正面作用。到1980年代，韩国家用练炭己实现标准化，分为七个等级，规格在全韩国实行统一，练炭高145毫米，直径150毫米，带有22个通风孔，每个通风孔的孔径15毫米，煤体端面为凹形，从下方点燃；此外，还有用木炭原料制成的点火饼，厚度35毫米，配合练炭使用；练炭每块重量为3.2至3.6公斤，每块总发热量为14850至15000千卡，在专用炉具中燃烧时的有效热量为11880千卡，热效率为80%；全韩国日产1800万块练炭（大约5万多吨），年平均市场规模约为2300万吨。
韩国1988年练炭使用的鼎盛时期，民家78%的暖房使用练炭（2292.6万吨）。1993年减少到33％，2002年至2003年减少到2％以下（119.1万吨）。21世纪初，随着原油价格高企，练炭暖炉（ / ）及练炭锅炉的利用出现逆势增长。韓国的练炭暖炉和练炭锅炉必定和烟囱连接（日本的练炭炉则是室内排气），烟囱的排气机能正常的话，就可以保证長時間的室内利用。练炭暖炉排出的气体几乎不含煤烟，烟囱直径在6厘米左右，基本不用扫除。韓国的练炭暖炉继承并发展了二战前后日本市场上出售的烟囱式练炭炉。韓国练炭价格由国家定为1個400韩元，但若向建筑物上层及向遠方配送，由于需要增加劳动成本，所以价格会有所变动。练炭的其他方面用途还有，在农业大棚暖房使用，在餐馆等的烹调、暖房、锅炉使用。可是2000年代，与暖房补助的本来宗旨不同，餐馆将练炭作为烹饪用燃料有增加的趋势，韩国政府2006年对有关情况进行调查，从2008年度每年30%阶段性取消对练炭价格的补助金，低收入家庭改为直接领取暖房费。
2008年11月17日，韩国政府有关负责人称：“已批准展开对朝练炭援助工作的‘温暖朝鲜半岛：爱的练炭分享运动’的4名相关负责人于18日前往朝鲜，将5万块练炭送到朝鲜高城金刚山地区。”11月18日是现代峨山开展金刚山旅游10周年纪念日。这是2008年7月11日韩国游客在朝鲜金刚山遭枪击身亡后，韩国政府首次允许韩国民间团体访问朝鲜金刚山地区。

## 越南
越南民众将蜂窝煤（喃字：炭「than」）作为燃料相当普及。蜂窝煤主要作为烹饪用的熱源，由于当地气候温暖，所以不需要暖气，蜂窝煤也就没有供暖的用途。参考日本的無烟無臭的练炭製品进行开发的Hoàng Thương社 （页面存档备份，存于）很引人注目，曾尝试向日本出口。

## 延伸阅读
- 关家利，蜂窝煤的发明者郭文德，载 山东省政协文史资料委员会 编，山东文史集粹 科技卷，山东人民出版社，1993年
- 陈英茨，折叠伞、三轮车、蜂窝煤的发明者，炎黄春秋1998年第4期